# Jardín Alto
Jardín Alto es una zona residencial de la comuna de La Florida, en Santiago de Chile, Chile. Se trata de un conjunto reciente de barrios de nivel socioeconómico medio-alto a alto que se extiende desde Walker Martínez hasta Santa Amalia, de manera perpendicular, cruzando Santa Inés, Rojas Magallanes, Gerónimo de Alderete y Jardín Alto (avenida). 

## Geografía
La zona como tal se posiciona sobre lo que sería el cerro Jardín Alto, formando parte de un conjunto geográfico de faldeos que aborda la mayor parte de la zona oriente de las comunas del Sector Oriente de la gran urbe chilena. El cerro se complementa, de esta forma, con los cerros Calán, los Pirques, Apoquindo y Chequén, tanto así como su límite con el canal San Carlos, que lo separa del barrio Lo Cañas. A su vez, este cerro se encuentra dentro del grupo de los cerros más pequeños de la ciudad de Santiago, con una superficie de 65,56 ha.

## Aspectos sociales
Con la llegada masiva de nuevos condominios, Jardín Alto se ha convertido en la zona más preferida por la clase alta local para su respectivo vivir, adoptando incluso el apodo de «Alto La Florida», a la par de otras localidades periféricas como Alto Macul, Alto Peñalolén y Alto La Reina, con las mismas afluencias socioeconómicas.